# Alnair
Alnair eller Alfa Gruis (α Gruis, förkortat Alfa Gru, α Gru) som är stjärnans Bayerbeteckning, är en ensam stjärna belägen i den mellersta delen av stjärnbilden Tranan. Den har en skenbar magnitud på 1,74, är den ljusaste stjärnan i stjärnbilden och är klart synlig för blotta ögat. Baserat på parallaxmätning inom Hipparcosuppdraget på ca 32,3 mas, beräknas den befinna sig på ett avstånd på ca 101 ljusår (ca 31 parsek) från solen.

## Nomenklatur
Alfa Gruis har det historiska namnet Alnair eller Al Nair (ibland Al Na'ir i listor över stjärnor som används av navigatörer), som kommer från det arabiska al-nayyir [an-nai: r], som betyder "den ljusa" från dess arabiska namn, al-Nayyir min Dhanab al-Huūt (al-Janūbiyy), "Den ljusa (stjärnan) tillhör stjärten av stjärnbilden Södra fisken". Förvirrande gavs Alnair också kortvarigt som det korrekta namnet för Zeta Centauri i mitten av 1900-talet. Tillsammans med Beta, Delta, Theta, Iota och Lambda Gruis tillhörde Alnair Södra fisken i traditionell arabisk astronomi.
År 2016 organiserade Internationella astronomiska unionen en arbetsgrupp för stjärnnamn (WGSN) med uppgift att katalogisera och standardisera riktiga namn för stjärnor. WGSN fastställde namnet Alnair  för Alfa Gruis i augusti 2016 och detta är nu inskrivet i IAU:s Catalog of Star Names.

## Egenskaper
Alfa Gruis är en blå till vit stjärna i huvudserien av spektralklass B6 V, även om vissa källor ger den klassificeringen B7 IV. Den första klassificeringen anger att detta är en stjärna som genererar energi genom fusion av väte i dess kärna. En luminositetsklass av "IV" skulle istället ange att den är en underjättestjärna, vilket betyder att väteförrådet i dess kärna är förbrukat och stjärnan har påbörjat processen att utvecklas bort från huvudserien. Den har en massa som är ca 4 gånger större än solens massa, en radie som är ca 3,4 gånger större än solens och utsänder från dess fotosfär ca 520 gånger mera energi än solen vid en effektiv temperatur av ca 13 900 K.
Baserat på beräknad ålder och egenrörelse kan Alfa Gruis ingå i rörelsegruppen AB Doradus som delar gemensam rörelse genom rymden. Denna grupp har en ålder av cirka 70 miljoner år, vilket överensstämmer med stjärnans beräknade 100-miljonåriga ålder med en tänkbar felmarginal.